# Бела крвна зрнца
Бела крвна зрнца или леукоцити су крвне ћелије. Њихова улога је имунолошка, тј. у одбрани од инфективних болести и страних нападача. У једном литру крви здраве одрасле особе налази се између 4-11 милијарди белих крвних зрнаца. Према облику једра и мембране се деле на гранулоците (са зрнастом цитоплазмом и режњевитим једром) и агранулоците (са хомогеном цитоплазмом и округлим једром). Леукоцити настају у коштаној сржи, али се део развоја неких врста леукоцита одвија и у тимусу, лимфним жлездама и чворовима, као и слезини. Најзначајнија је грудна жлезда (тимус), која се налази испод грудне кости, јер је она битна за развој једне подврсте лимфоцита, Т лимфоцита. Свa бела крвна зрнца се производе и изводе из мултипотентних ћелија коштане сржи познатих као хематопоетске матичне ћелије. Леукоцити се налазе у целом телу, укључујући крв и лимфни систем.
Све беле крвне ћелије имају једра, што их разликује од осталих крвних ћелија, ануклеисаних црвених крвних зрнаца (ЦКЗ) и тромбоцита. Различите врсте белих крвних зрнаца класификоване су на стандардне начине; два пара најширих категорија класификују их или по структури (гранулоцити или агранулоцити) или по ћелијској лози (мијелоидне ћелије или лимфоидне ћелије). Ове најшире категорије могу се даље поделити на пет главних типова: неутрофили, еозинофили (ацидофили), базофили, лимфоцити и моноцити. Ове врсте се разликују по физичким и функционалним карактеристикама. Моноцити и неутрофили су фагоцити. Даљи подтипови се могу класификовати; на пример, међу лимфоцитима постоје Б ћелије (назване по ћелијама бурсе или коштане сржи), Т ћелије (назване по ћелијама тимуса) и ћелије природне убице.
Број леукоцита у крви често је показатељ болести, те је стога број белих крвних зрнаца важан подскуп комплетне крвне слике. Уобичајени број белих ћелија је обично између 4 × 109/L и 1.1 × 1010/L. У САД се то обично изражава као 4.000 до 11.000 белих крвних зрнаца по микролитру крви. Бела крвна зрнца чине приближно 1% укупне запремине крви код здраве одрасле особе, што их чини знатно мање бројним од црвених крвних зрнаца са 40% до 45%. Међутим, ових 1% крви увелико утиче на здравље, јер имунитет зависи од тога. Повећање броја леукоцита преко горњих граница назива се леукоцитоза. То је нормално када је то део здравих имунолошких одговора, који се често дешавају. Повремено је абнормалан, када је неопластичног или аутоимунсог порекла. Смањење испод доње границе назива се леукопенија. То указује на ослабљен имунски систем.

## Врсте белих крвних зрнаца
Све беле крвне ћелије имају једро, што их разликује од безједрених црвених крвних зрнаца и тромбоцита. Типови леукоцита могу се класификовати на стандардне начине. Два пара најширих категорија сврстава их или по структури (гранулоцити или агранулоцити) или по ћелијској лози (мијелоидне ћелије или лимфоидне ћелије). Ове најшире категорије могу се даље поделити на пет главних типова: неутрофили, еозинофили, базофили, лимфоцити и моноцити. Ове врсте се разликују по физичким и функционалним карактеристикама. Моноцити и неутрофили су фагоцити. Даљи подтипови се исто тако могу класификовати.
Гранулоцити се разликују од агранулоцита по облику језгра (режњасто наспрам округлог, односно полиморфонуклеарно насупрот мононуклеарно) и по гранулама цитоплазме (присутне или одсутне, тачније, видљиве су при светлосној микроскопији или се не могу тако уочити). Друга подвојеност је према лози: Мијелоидне ћелије (неутрофили, моноцити, еозинофили и базофили) разликују се од лимфоидних ћелија (лимфоцити) хематопоетском лозом (лоза ћелијске диференцијације). Лимфоцити се даље могу класификовати као Т ћелије, Б ћелије и природне ћелије убице.
| врста                  | изглед под микроскопом | скица | постотак код одраслог човека | пречник ()              | функција | језгро                           | зрнца                                                          | животни век                                                                     |
| ---------------------- | ---------------------- | ----- | ---------------------------- | ----------------------- | --- | -------------------------------- | -------------------------------------------------------------- | ------------------------------------------------------------------------------- |
| неутрофилни гранулоцит |                        |       | 62%                          | 10–12                   | - уништење бактерија - уништење гљивица | више режњева                     | бледо ружичаста (хематоксилинско - еозинско бојење)            | 6 сати – неколико дана                                                          |
| еозинофилни гранулоцит |                        |       | 2,3%                         | 10–12                   | - макроскопски паразити - регулирање алергијских упалних реакција | два режња                        | црвено - наранчаста (хематоксилин - еозин)                     | 8–12 дана (у крвотоку 4 – 5 сати)                                               |
| базофилни гранулоцит   |                        |       | 0,4%                         | 12–15                   | - ослобађање хистамина код упалних процеса | два или три режња                | тамноплава                                                     | од неколико сати до неколико дана                                               |
| лимфоцит               |                        |       | 30%                          | 7–8                     | - Б лимфоцити: производња антитела (имуноглобулина); учествују у активацији Т лимфоцита - Т лимфоцити: - ЦД4+ Тх (Т помоћни) лимфоцити: активација и регулација Т и Б лимфоцита - ЦД8+ цитотоксични Т лимфоцити: уништење ћелија заражених вирусима и туморских ћелија. - γδ Т лимфоцити: веза између урођене и стечене имунске реакције; фагоцитоза - регулацијски Т лимфоцит (Т супресор): враћа функционисање имунолошког система у нормално стање након инфекције; спрјечава аутоимуне болести - НК (природни убица) лимфоцит: уништење ћелија заражених вирусима и туморских ћелија. | интензивно обојена, децентрирана | присутна у НК лимфоцитима и цитотоксичним (ЦД8+) Т лимфоцитима | годинама за ћелије имунолошке меморије, неколико недеља за остале лимфоците.    |
| Моноцит                |                        |       | 5,3%                         | 7,72–9,99               | Моноцити мигрирају из крвотока у ткива и диференцирају се у фиксне или ткивне макрофаге. | облика бубрега                   | нема                                                           | неколико сати до неколико дана                                                  |
| Макрофаг               |                        |       |                              | око 21 понекад до 60–80 | Настаје активацијом моноцита. Фагоцитоза и разградња ћелијских остатака и различитих патогена, стимулирање лимфоцита и осталих ћелија имунолошког система које реагују на патоген. |                                  | нема                                                           | након активације: неколико дана неактивиран: неколико месеци до неколико година |
| Дендритска ћелија      |                        |       |                              |                         | Потиче и из лимфоидне и мијелоидне линије. Основна им је функција презентација антигена који активирају Т лимфоците. |                                  | нема                                                           | слична макрофагу.                                                               |

### Гранулоцити
Гранулоцити чине већину белих крвних зрнаца у периферној циркулацији и карактерише их режњевито једро и гранулисана цитоплазма. Постоје три врсте гранулоцита: неутрофили, еозинофили и базофили.

### Лимфоцити
Лимфоцити су округле ћелије чије крупно једро заузима преко 90% унутрашњости и потискује цитоплазму у страну. Углавном круже лимфним системом и постоје у три врсте: Б-ћелије, Т-ћелије и Ћелије убице. Име су претежно добиле према енглеском називу места у телу на коме сазревају (постају способни да препознају стране антигене):
- Б лимфоцити (Б-ћелије) настају у коштаној сржи, где и сазревају
- Т лимфоцити (Т-ћелије) такође настају у коштаној сржи, али сазревају у тимусу
- Ћелије убице настају такође у коштаној сржи

Б-ћелије стварају антитела која се везују за патогене чиниоце како би омогућиле њихово уништавање.
Т-ћелије постоје као: цитотоксичне Т-ћелије, помагачке Т-ћелије и као супресорске Т-ћелије. Само цитотоксичне ћелије директно учествују у уништавању страних агенаса у телу док помагачке и супресорске Т-ћелије имају регулациону улогу у имунолошком одговору организма кроз лучење цитокина којима се модулише понашање осталих, углавном ефекторских ћелија, имунолошког система. Примера ради, помагачке ћелије типа CD4+ учествују у координацији одзива имунолошког система и њихов недостатак је једна од појава изражених код HIV-a. Цитотоксичне ћелије и ћелије убице су способне да уништавају ћелије тела које су инфициране вирусом.

### Моноцити
Моноцити су ћелије које се, када из циркулације пређу у друга ткива, развијају у макрофаге. Макрофази затим делују као „усисивачи“ који су, слично неутрофилним гранулоцитима, способни да фагоцитују ("поједу") остатке изумрлих ћелија из организма. За разлику од неутрофила, међутим, макрофази могу да фагоцитују и целе ћелије. Уз то, они учествују у презентацији делова патогених организама лимфоцитима, како би их они препознали и уништили (Т лимфоцити), или створили одговарајућа антитела (Б лимфоцити).

## Обољења
Леукемија (гр. λευκός - бео, αίμα - крв) је врста рака која настаје када бела крвна зрнца почну да се размножавају неконтролисано.

## Хемијска и физичка својства
Леукоцити садрже око 80% воде, велике количине гликогена који служи као извор енергије, нуклеопротеида, хистамин и хепарин. Од физичких особина најважније је амебоидно кретање којим леукоцити процесом хемотаксе прелазе из крви у ткива.

## Грађа
Облик леукоцита се разликује зависно од врсте. Сви су леукоцити периферне крви округлог облика. Основна карактеристика неких врста леукоцита је присутност специфичних зрнаца или гранула у цитоплазми које се боје киселим и базним бојама у оптичкој микроскопији, а има и неутралних гранула. На основи присутности гранула, леукоцити се деле на гранулоците и агранулоците.
- Гранулоцити или полиморфонуклеарни леукоцити садрже зрнца које се у оптичкој микроскопији могу видети као обојана телешца у цитоплазми. Обојана зрнца садрже низ ензима и других материја с антимикробним деловањем и имају улогу уништења и разградње микроорганизама које бела крвна станица унесе у цитоплазму процесом фагоцитозе. Постоје три врсте гранулоцита, неутрофилни, еозинофилни и базофилни гранулоцити, који су добили име по врсти боје на коју реагирају.

- Агранулоцити или мононуклеарни леукоцити су беле крвне ћелије које под оптичким микроскопом привидно не садрже обојана зрнца у цитоплазми. У ову групу спадају лимфоцити, моноцити и макрофаги.

## Стварање леукоцита
Животни век леукоцита је различит, зависно од врсте којој припадају. Неки леукоцити који настају у коштаној сржи остају тамо похрањени док за њима не настане потреба. Нпр. гранулоцити након што доспеју у крв живе још око 5 дана. Главни задатак леукоцита је обрана организма од страних, опасних нападача. То су првенствено микроорганизми, али и други штетни чиниоци.
Гранулоцити се стварају у јетри код плода, а код деце и здравих особа у коштаној сржи, лимфоцити се стварају углавном у слезени и лимфним чворовима, а моноцити се стварају у коштаној сржи.

## Бројање и референтни опсег
Комплетна слика крвних зрнаца је крвни панел који укључује укупан број белих крвних зрнаца и диференцијални број, број сваке врсте белих крвних зрнаца. Референтни распони за крвне тестове одређују типичне бројеве код здравих људи.
Нормалан укупан број леукоцита код одрасле особе је 4000 до 11 000 по mm3 крви. Диференцијални број леукоцита: број/ (%) различитих врста леукоцита по кубном mm крви. Испод су референтни распони за различите типове леукоцита.